# Emil Sarlin
Johan Emil Sarlin, född 28 april 1875 i Helsingfors, död 7 november 1956 i Pargas, var en finländsk industriman. Han var far till Erik Sarlin.
Sarlin bedrev tekniska studier i Helsingfors och Stockholm och avlade examen som bergsingenjör. Han anställdes vid Pargas Kalkbergs Ab 1904 och var verkställande direktör i bolaget 1906–1955. Under hans tid anlades 1910 ett kalkbruk i Villmanstrand och därefter lades grunden till en finländsk cementindustri. Han var även aktiv som kommunalman i Pargas, representerade Svenska folkpartiet i Finlands riksdag 1930–1933 och var ordförande i styrelsen för stiftelsen för Åbo Akademi 1943–1948. Han tilldelades bergsråds titel 1922, tillhörde bergsrådsfalangen vid presidentvalet 1937 och blev teknologie hedersdoktor 1948.